# Ekşi Sözlük
Ekşi Sözlük (dt.: „Das saure Lexikon“) ist ein türkisches soziales Netzwerk, Online-Forum und nutzergeneriertes Wörterbuch, in dem registrierte Nutzer zu allen denkbaren Begriffen, Themen und Sachverhalten – ob real oder hypothetisch – Einträge verfassen können. Die Einträge müssen weder wahr noch belegt sein. Die große Mehrheit der Autoren ist anonym. Dadurch ähnelt das Konzept sehr japanischen Image-Boards. Die sprachliche Interaktion der Seite mittels Menüs, Schaltflächen und E-Mails ist von durchgehend ironischer und spöttischer Tonalität. Das Motto von Ekşi Sözlük lautet „Quelle heiligen Wissens“. Die Seite befindet sich auf Platz 8 der beliebtesten Websites der Türkei (Stand: September 2015).

## Geschichte
Ekşi Sözlük wurde 1999 von Sedat Kapanoğlu gegründet, noch vor Wikipedia (2001), Myspace (2003), Facebook (2004) und Twitter (2006), und gilt somit als eines der ältesten sozialen Netzwerke der Welt. Ursprünglich als Teil der Satireseite sourtimes.org geplant, entwickelte sich die Seite zum Mittelpunkt seiner Aktivitäten. Inspirieren ließ sich Kapanoğlu nach eigenen Angaben dabei von Douglas Adams’ Science-Fiction-Roman Per Anhalter durch die Galaxis.
Am 21. Februar 2023 wurde der Zugriff auf die Website in der Türkei von der türkischen „Behörde für Informations- und Kommunikationstechnologien“ gesperrt. Die Zugangssperre wurde am 22. Januar 2024 aufgehoben.

## Inhalt und Nutzerstruktur
2014 hatte Ekşi Sözlük 21,6 Millionen Beiträge zu 2,9 Mio. Themen, die von 400.000 registrierten Nutzern verfasst wurden. Redaktionelle Eingriffe und Löschungen lehnt der Seitenbetreiber Kapanoğlu kategorisch ab: „Es liegt nicht an mir zu entscheiden, ob etwas falsch oder richtig ist.“
Da die Seite eine Art Aufnahmeprozedur durchführt, bestanden 2014 zusätzlich zu den bestehenden Usern 90.000 Anwartschaften. Anwärter landen nach ihrer Registrierung zunächst im „çaylak havuzu“, dem Weihen-Pool, und können mit der Seite für die Dauer ihrer Anwartschaft nur in sehr begrenztem Umfang interagieren. Wenn die Anwärter 10 Einträge verfasst haben, wird ihre Vollmitgliedschaft als Autor „in Erwägung gezogen“. Einige Nutzer der Seite berichten, dass sich dieser Prozess über Jahre hinziehen kann. Auf der Seite kursieren sehr viele, einander teils diametral widersprechende Angaben darüber, mit welchen Mitteln und Methoden man vollwertiges Mitglied werden, bzw. diesen Prozess beschleunigen kann.
Das Prinzip von Ekşi Sözlük hatte in der Türkei so großen Erfolg, dass die Seite zum Vorbild für weitere, ähnlich strukturierte Seite wie Uludağ Sözlük oder İnci Sözlük wurde.

## Juristische Konsequenzen
Die Polizeidirektion Istanbul beantragte im Mai 2006 vor dem dritten Friedensgericht von Istanbul die unbefristete Sperrung des Zugangs zu Ekşi Sözlük, da die Einträge unter der Überschrift „Marihuana“ die Jugend zum Drogenkonsum animierten. Anwälte der Seitenbetreiber konnten die Aufhebung der Domain-Blockade durch den Provider Türk Telekom erwirken.
Das 3. Zivilgericht im Istanbuler Stadtteil Eyüp ordnete am 17. April 2007 Sperrmaßnahmen gegen Ekşi Sözlük an, da der Kreationist Adnan Oktar auf der Seite beleidigt worden sei. Die Sperre wurde später aufgehoben.
Eine am 29. September 2008 gerichtlich erlassene Sperre wurde drei Stunden nach Inkrafttreten wieder aufgehoben.
Am 1. Februar 2010 veröffentlichte der Journalist Faith Altaylı eine Kolumne mit dem Titel „Treffpunkt der angesäuerten Geister“. Aufgrund einer Klage der Seitenbetreiber, die ihre Autoren verunglimpft sahen, musste Altaylı am 13. Juni 2013 eine Gegendarstellung veröffentlichen. Im Gegenzug erwirkte Altaylı vor dem 4. Friedensgericht im Istanbuler Stadtteil Beyoğlu die Löschung von 97 Einträgen, von denen er sich beleidigt sah.
Am 21. April 2011 schickte die türkische Telekommunikationsbehörde dem Internetdienstanbieter der Seite eine E-Mail mit der Aufforderung, die Hosting Dienstleistungen für Ekşi Sözlük und sourtimes.org einzustellen und die Seite vom Netz zu nehmen. Nachdem die Seitenbetreiber dies am 4. Mai 2011 auf ihrer Seite publik gemacht hatten, behauptete der Behördendirektor Osman Nihat Şen noch am selben Tag gegenüber der Seite pcextra.com.tr, dass die Seite „versehentlich“ auf die Liste der zu schließenden Webseiten gelangt sei.
Am 21. Juni 2011 wurden 35 Nutzer der Seite, die sich zu religiösen Themen geäußert hatten, wegen „Beleidigung geistiger Werte“ von der Polizei vorgeladen, nachdem Adnan Oktar eine entsprechende Strafanzeige erstattet hatte. Viele Nutzer protestierten gegen die Entscheidung der Seitenbetreiber, den Behörden Daten überlassen zu haben, anhand derer sie identifiziert werden konnten. Viele Nutzer meldeten sich ab und löschten zuvor aus Angst vor weiteren Repressalien tausende Einträge. Zudem wurde die Seite von den Nutzern für einen Tag boykottiert.
Nachdem der Lehrbeauftragte der Marmara-Universität Yusuf Devran sich von Einträgen auf der Seite verunglimpft gesehen hatte, erstattete er Strafanzeige gegen zwei Nutzer der Seite. Das 25. Istanbuler Friedensgericht stellte die Gerichtsverhandlung unter der Auflage ein, dass die Angeklagten in den folgenden drei Jahren keine weiteren Straftaten begehen, sonst werde der Fall wieder aufgenommen.

## Trivia
Der erste Eintrag zu „Wikipedia“ vom 1. November 2001 lautet: „Hab’ ich im Internet gesehen. Ist so ähnlich wie ekşi sözlük.“